# بزمجه رودخانه نسبیت
 بزمجه رودخانه نسبیت(نام علمی: Varanus keithhornei) نام یک گونه از سرده بزمجه است.